# Панфлейта
Пан флейтата е духов музикален инструмент на принципа на затворената тръба.
Състои се от множество тръби, обикновено направени от бамбук, гигантска тръстика или местни култури, с постепенно нарастваща дължина. Множество разновидности на панфлейтите са популярни като народни инструменти в различните култури. Тръбите обикновено са направени от бамбук, гигантска тръстика или местна тръстика.

## Име
Пан флейтата е наименувана на Пан, древногръцкия бог на природата и овчарите, често изобразявани с такъв инструмент.
Пан флейтата се свързва с персонажа Питър Пан, създаден от сър Джеймс Матю Бари, чието име е вдъхновено от бог Пан.
В древногръцката митология, Сиринга (Σύριγξ) е горска нимфа. В опита си да избяга от привързаността на бог Пан (приличащ отчасти на козел, отчасти на човек) тя се превръща във водна тръстика. Пан изрязва няколко парчета от тръстиката, поставя ги успоредно едно до друго и ги завърза, създавайки мелодичнния музикален инструмент. Древните гърци наричали този инструмент сиринга, в чест на нимфата, и пандеан, пан-лули или панфлейта, в чест на бог Пан. Сирингата навлиза и в културата на етруските, които я използват на своите фестивали и банкети. Те наричат инструмента фистула. Скоро той е приет и от римляните, които подобно на етруските, също свирели с него на своите банкети и фестивали, както и в религиозни и погребални шествия.

## Структура
Тръбите на пан флейтата се спират в единия край, при който се отразява стоящата вълна, което дава нота с октава по-ниска от тази, произведена от отворена тръба с еднаква дължина. В традиционния южноамерикански стил тръбите са фино настроени, за да коригират височината на тона, като се поставят малки камъчета или сухи царевични зърна в дъното им. Съвременните производители на румънски стил извити панфлейти използват восък (обикновено пчелен) за настройка на нови инструменти.
Пан флейтата е духов инструмент. Звукът се произвежда от вибрацията на въздушен поток, навлизащ през отвор в края на резониращата тръба. Дължината на тръбата определя основната честота.

## Свирене
С пан флейтата се свири като се духа хоризонтално през отворения ѝ край. В румънската панфлейта тръбите са подредени в извита решетка, здраво залепени заедно, за разлика от версиите на Андите, които обикновено са свързани помежду си. По този начин музикантът може лесно да достигне до всички ноти, като просто завърти главата или като премести инструмента с ръце. Възможни са два стила на вибрато, вибрато на ръцете и вибрато на дъха. При вибрато на ръката височината на звука се измества нагоре и надолу, подобно на вокално вибрато. Свирещият леко придвижва единия край на панфлейтата (обикновено горния край), донякъде наподобявайки вибрато на цигулка.

## Вариации
Пан флейтата в извит стил е популяризирана от румънския музикант Георге Замфир, който редовно провежда концерти в различни краища на света и записва множество албуми на панфлейта през 70-те години. Има хиляди отдадени музиканти на панфлейта в цяла Европа, Азия и Америка. Както извитите, така и традиционните южноамерикански варианти са много популярни в традиционните перуански групи.

### Видове
- Пайксиао
- Уот – цилиндрична версия от Лаос и Тайланд, използвана в народната музика от района на Исан. Главната особеност е, че свирещият сменя нотите чрез завъртане на инструмента с ръце, а не с движения на главата.
- Най (Румъния, Молдова) – nai е и румънската дума за близкоизточната тръстикова флейта ней.
- Сику – два реда бамбукови тръби, нарязани на градуирани дължини. Тръбите се подравняват така, че върховете им да са равни (за амбушур). Лулите са подвързани в комбинация от плетена и тъкана прежда, включително тъкана каишка с традиционна шарка. Към лявата и дясната страна на флейтата е прикрепена допълнителна каишка, за да може да се носи около врата.
- Цевница (Украйна)
- Малка панфлейта, наричана чифло или ксипро, е използвана от галисийски мобилни острители на ножове в Португалия, Испания,[5] Аржентина[6] и Мексико.
- Фирлинфлеу – популярен народен инструмент в Брианца, провинция Монца и южните региони на провинциите Леко и Комо (Италия).
- Куйлс – афроамерикански инструмент, известен предимно чрез записите на Хенри Томас през 20-те години на 20. век и делта блус музиката.
- Сойнари
- Ларчеми

## Известни изпълнители
- Мишел Тирабоско  Швейцария
- Георге Замфир  Румъния
- Matthijs Koene  Нидерландия